# من و دوستانم (ترانه فیفت هارمونی)
«من و دوستانم» ترانه‌ای از گروه موسیقی دخترانه آمریکایی فیفت هارمونی است. این ترانه در ۱۸ ژوئیه ۲۰۱۳ برای آلبوم چندآهنگه گروه منتشر شد.